# Дом с драконами (Валенсия)
Дом с драконами (исп. Casa de los Dragones) — четырёхэтажное жилое здание в Валенсии, королевство Испания, яркий и характерный памятник валенсийского модерна. Построен в 1901 году в новом районе Эшампле архитектором Хосе Мария Мануэлем Кортина Пересом, знаменитым смешением стилей, буйством форм и безудержной творческой фантазией.
Здание возведено на участке, создаваемом острым углом улиц Sorní и Jorge Juan, и не имеет внутреннего двора, а только два небольших световых колодца. Эта геометрическая форма продиктовала планировку здания с тремя фасадами — узким (на два окна) угловым и двумя симметричными боковыми. На цокольном этаже Дома с драконами размещаются фешенебельные магазины, выше расположены офисы, а два верхних уровня занимают четыре квартиры, каждая из них выходит на угол только одним окном.

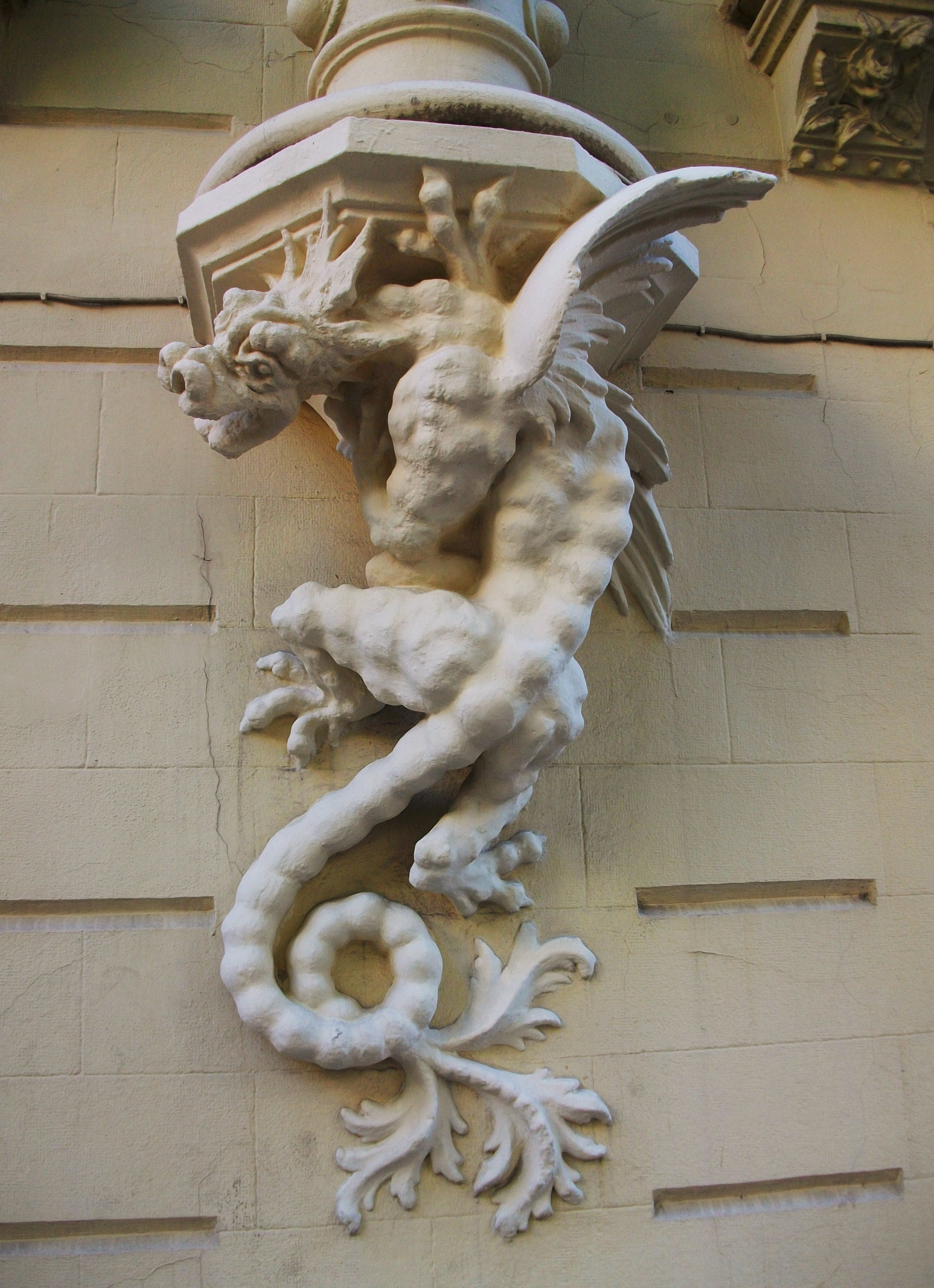
Один из дракончиков

Архитектоника Дома с драконами тяготеет, скорее, к классицизму, о чём свидетельствует его чёткая осевая симметрия, явно выраженный композиционный центр и вертикальное членение боковых фасадов, обрамлённых ризалитами из белого камня.
Отделка же здания следует канонам архитектуры модерна, демонстрируя исключительно богатое и разнообразное оформление. Прямоугольные мерлоны на парапете крыши отсылают к романской архитектуре, круглое окно с крестоцветом в центре углового фасада — явный атрибут готики. Карниз второго этажа и капители колонн украшены цветочным орнаментом.
Выше готического окна Мануэль Кортина Перес расположил барельеф с изображением паровоза, на котором красуется пятиконечная звезда — эмблема железнодорожной компании Norte. Ещё выше сидит дракон с распростёртыми крыльями и щитом — один из тех, которые дали дому имя. Другие дракончики с симпатичными мордочками и закрученными хвостами удерживают базы увитых розами колонн.